# Джон Стид
Джон Стид — вымышленный шпион, персонаж телесериала «Мстители», придуманный продюсером Сидни Ньюменом и разработанный сценаристом Брайеном Клеменсом в 1960 году. Роль исполнена актером Патриком Макни.
Подчеркнутый стиль героя выражается в его экстравагантных манерах, а также в одежде от Пьера Кардена, котелке со стальной подкладкой и зонтиком со множеством приспособлений.

## Биография
Джон Стид — английский правительственный агент, работающий на разведку British Intelligence, выпускник Итонского колледжа. Отец его погиб при неизвестных обстоятельствах.
Джон Стид был зачислен в штаб во время Второй мировой войны. Первое время их база размещалась рядом с аэродромом в лагере 472, где Стид осваивал навыки пилота истребителя, а также проходил военное обучение. Уже тогда он был опытным начинающим разведчиком и смышленым учеником, отчего получил звание «Кошачий глаз». В течение войны он нередко спасал положение лагеря и его людей при нападении немцев, будучи «завербован» в их доверие. Его авторитет был непоколебим, пока однажды немцы его не разоблачили и не сослали в концлагерь. Пробыв в нем около полгода, ему удается бежать вместе с другими военнопленными. Как он говорил позже: «Мы потеряли счет времени, и праздновали Рождество в феврале». Вернувшись в свой штаб, ему фактически пришлось начинать все с нуля. Благодаря важным персонам, имеющим влияние в министерстве, и его подвигу по спасению военнопленных, он остался работать в разведке. В конце войны Стид получил звание майора и работал в военном трибунале.
До встречи с доктором Дэвидом Килом в 1961 году, он работал с агентами Джорджем Невеллом и Полом Райдером. Их объединяло то, что они вместе учились и служили в разведке, а также проходили курс подготовки на шпионов на заброшенном стеклокомбинате. Они же спасли Стиду репутацию, когда он вернулся из плена, поговорив с вышестоящими инстанциями. Последняя встреча с ними произошло у Стида на дне рождения, когда сначала Джорджа Невелла, а на следующий день и Пола убили наемные убийцы.
В начале 1950-х гг. он знакомится с Кэти Гейл, с которой работает вплоть до 1964 года. В течение этого периода он также расследует дела с доктором Мартином Кингом и позже с Венерой Смит. Когда Кэти его покидает, он знакомится с Эммой Пил, которая его сопровождает вплоть до конца 1967 года. Впоследствии её заменяет Тара Кинг, и позже — Майк Гэмбит и Парди.
С 1978 года сведения о дальнейших событиях в жизни Джона Стида теряются в архивах министерства, хотя известно, что секреты многих дел хранятся в тайниках и станут известны только после его смерти.

## Интересные факты
Приспособления, встроенные в зонт Стида:
- парализующий газ (эпизод «Вовремя скрыться»);
- фотокамера (эпизод «Киберноты»);
- рапира (эпизод «Убийство и старые дамы» и заставка к пятому сезону);
- диктофон (эпизод «Странный случай по пути на станцию»).

Приспособления, встроенные в котелок Стида:
- медная подкладка;
- радиопередатчик (эпизод «Гнездо орла»);
- парирующее устройство (эпизоды «Раскол» и «Мертвые люди опасны»).

## Тетушки Джона Стида
- Эмили (упоминается в 3 эпизодах): «Игра» (Стид рассказывает Таре о будильнике тети с одной стрелкой); «Фальшивое свидетельство» (Стид рассказывает Таре о фольге, которая скопилась у тети в таком количестве, что пришлось раздавать соседям; часть фольги хранится в его кухонном столе); «Пандора» (Стид говорит по телефону Таре о холодных закусках, которая должна придвезти ему тетя);
- Пенелопа: «Сокровище мертвеца» (Стид получает по почте коробку с печеньем от тети); «H2O в избытке» (Стид говорит о луже, похожей на печенье тети);
- Арментруда: «Ты найдешь свою смерть» (Стид ищет Таре лекарство от простуды, рассказывая о тете, которая придумала рецепт);
- Флора: «Туман» (Стид говорит о дневнике тети, в котором он вел дело о преступнике «Газовая лампа»);
- Сибил Пибоди: «Цена истории» (в колледже Стид рассказывает Эмме о тете, любящей выпить);
- Клава: «Туман» (Стид рассказывает Таре пословицы тети: «жизнь прожить — не поле перейти» и «если хочешь победить врага, присоединяйся к нему»).

## Друзья и подруги
- 4 сезон (1965 -66):
Слишком много Рождественских елок: Фредди Маршалл (агент, убит с помощью гипноза)
Тринадцатая лунка: Тед Марфи (агент, убит на задании)
- 5 сезон (1967):
Вовремя скрыться: Клэвэм (информатор министерства)
Джокер: Джордж Фэнси (майор, убит на квартире Стида, порезавшись ядовитым лезвием)
Возвращение Кибернода: Пол Армстронг (брат доктора Армстронга, познакомились на аукционе, где он представил миссис Пил, убит кибернодом)
Дверь в смерть: Эндрю Стэпли (делегат, убит проезжавшим мимо автомобилем)
- 6 сезон (1968-69):
Средство для побега: Джордж Невилл (агент, учился и работал вместе со Стидом, убит)
Пол Райдер (агент, учился и работал вместе со Стидом, убит)
Ты найдешь свою смерть: Генри Пэдли (орнитолог, убит весной 1968 г.)
Что-то такое: Тедди Шелли (викар)
Захват: Билл Бассетт (познакомились в 1950-е в закрытой тюрьме Нанкин, Манчурия, где оба сидели как пленные шпионы)
- Новые Мстители (1976-77):
Прикосновение Мидаса: Фредди (экс-агент, был заражен химическим вирусом в апреле 1976, сбросился в автомобиле с высокого холма)
Карточный домик: Дэвид Миллер (агент, был убит во время попытки передать сообщение Стиду)
Джоанна Харрингтон (познакомился в середине 50-х)
Последний из Киберов: Терри Маркхэм (агент, был застрелен двойным агентом Феликсом Кейном, умер на дне рождения Стида)
Триччи (подруга)
Том Фитцрой (информатор министерства)
Лора (подруга детства)
Мишень: Джордж Майерс (агент, ученик Стида, убит на стрельбище)
Лица: Марк Клиффорд (политик, убит стрелой из лука)
Спящий: Фрэнк Харди (агент, убит на задании)
Заложница: Сьюзи (почтальон)
Мертвые люди опасны: Марк Крэйфорд (агент, умер от пули Стида)
Джордж Калвер (врач министерства)
Таинственный оракул: Фредди Мэйсон (казначей министерства, убит клиентом Уолласом, сбросившим его с моста)
Ангелы смерти: Питер Мандерсон (агент, умер от сердечного приступа)
Томсон (полковник, умер от сердечного приступа)
Саймон Картер (должностное лицо министерства)
Лев и Единорог: Иветта (балерина, познакомился в середине 60-х)
Ка от слова Килл: Той (французский посол, убит в 1977 г. на крыше здания во время разговора со Стидом)
Гладиаторы: Чак Петерс (канадский шеф секретной разведки, познакомился в начале 60-х)
Борис Тарнакофф (русский атташе)
Передовая база: Бэйли (агент, убит на задании в 1977 г.)

## Другие актеры, игравшие Стида
- В театральной постановке (1971) Стида сыграл Саймон Оутс.
- В шоу Бенни Хилла № 29 (1977) Стида сыграл сам Бенни Хилл.
- В шоу Лили Сэведж (1997) Стида сыграл Саймон Уильямс.
- В кинофильме «Мстители» (1998) Стида сыграл актёр Рэйф Файнс.

## Стидомания
- В музыкальном клипе «Don’t get me wrong» (1986) группы The Pretenders использованы кадры Джона Стида из эпизода «Операция Незабудки» (1968) сериала «Мстители».
- В мультипликационном мультфильме «Желтая подводная лодка» (1968) в поп-арт комнате группы Beatles использована фигура Стида.
- В «The Gadget Show» (27 октября 2008) ведущий программы Джон Бентли переоделся в костюм Джона Стида.
- Стид также упоминался в сериалах «Dead Ringers» (2002), «Frasier» (эпизод Radio Wars, 1999), в эпизоде Kelly Breaks Out (1994) сериала «Женаты… с детьми», телепередаче «Mystery Science Theater 3000» (эпизод Master Ninja II, 1992) и «Жизнь на марсе» (эпизод 2.5, 2007)
- В некоторых сериалах и фильмах обыгрывался характер Стида: сериалы «Напряги извилины» (1965), «Виртуальное убийство» (1992), «A Bit of Fry and Laurie» (1995), мультсериал «Тайная команда нашего двора» (2002—2008) и др.
- На шоу-конкурсе Мисс Франция 2009 присутствовали танцоры в костюмах, изображающие Стида.
- Композиции некоторых ансамблей упоминали мистера Стида: The Londonaires 'Dearest Emma' (1966) (имеется видео); The Allies 'Emma Peel' (1982); Tahiti 80 'John Steed' (1999); Brigadier Ambrose 'Mrs Peel We’re Needed' (2008).